# In Neighboring Kingdoms
In Neighboring Kingdoms è un cortometraggio muto del 1910 diretto da William Humphrey.

## Produzione
Il film fu prodotto dalla Vitagraph Company of America.

## Distribuzione
Distribuito dalla General Film Company, il film - un cortometraggio in una bobina - uscì nelle sale cinematografiche statunitensi il 27 dicembre 1910.